# Holiday with You
Holiday with You är ett julalbum från 2012 av Pernilla Wahlgren.

## Låtlista
1. Holiday with You (2012) - Magnus Carlsson
2. Have Yourself a Merry Little Christmas - (Ralph Blane, Hugh Martin)
3. Jul, jul, strålande jul - Gustav Nordqvist, Edward Evers
4. Baby, It's Cold Outside (med Christer Sjögren & Gunhild Carling) - Frank Loesser
5. Jingeling tingeling - (Sleigh Ride, med Christer Sjögren & Gunhild Carling) - Leroy Anderson, Beppe Wolgers
6. No More Blue Christmases - Gerry Goffer, Michael Masser
7. Winter Wonderland - Felix Bernard, Dick Smith
8. Christmas Time Is Here Again (med Roger Pontare) - Pernilla Wahlgren, Emilio Ingrosso, Roy Colgate
9. När det lider mot jul (Det strålar en stjärna) - Ruben Liljefors, Jeanna Oterdahl
10. Christmas on the Dancefloor - (Cotton Club med Pernilla Wahlgren, Charlotte Perrelli, Jan Johansen, Sara Löfgren & Afro-Dite)  - Richard Häger, Figge Boström, Johan Lindman
11. The Christmas Song - (Bob Wells, Mel Tormé)
12. Jag såg mamma kyssa tomten (I Saw Mommy Kissing Santa Claus, bonusspår, med Benjamin Wahlgren - Tommie Connor, Ninita
13. Holiday with You (singelversion, bonusspår) - Magnus Carlsson
14. Juletidens timma (Have Yourself a Merry Little Christmas, bonusspår - Martin Hugh, Ralph Blaine, Marie Nilsson
15. Wonderful Peace (Jul, jul, strålande jul, bonusspår) - Gustav Nordqvist, Norman Luboff
16. Christmas Time Is Here Again (12-version, med Roger Pontare) - Pernilla Wahlgren, Emilio Ingrosso, Roy Colgate

### Fotnoter
1. ↑  ”Holiday with You”. Svensk mediedatabas. 27 februari 2012. http://smdb.kb.se/catalog/id/002896073. Läst 24 augusti 2014.